# 卡普尔塔拉
卡普尔塔拉（Kapurthala），是印度旁遮普邦Kapurthala县的一个城镇。总人口84361（2001年）。

## 人口
该地2001年总人口84361人，其中男性46577人，女性37784人；0—6岁人口8863人，其中男4911人，女3952人；识字率64.51%，其中男性为66.85%，女性为61.62%。

##### Kapurthala Sainik School

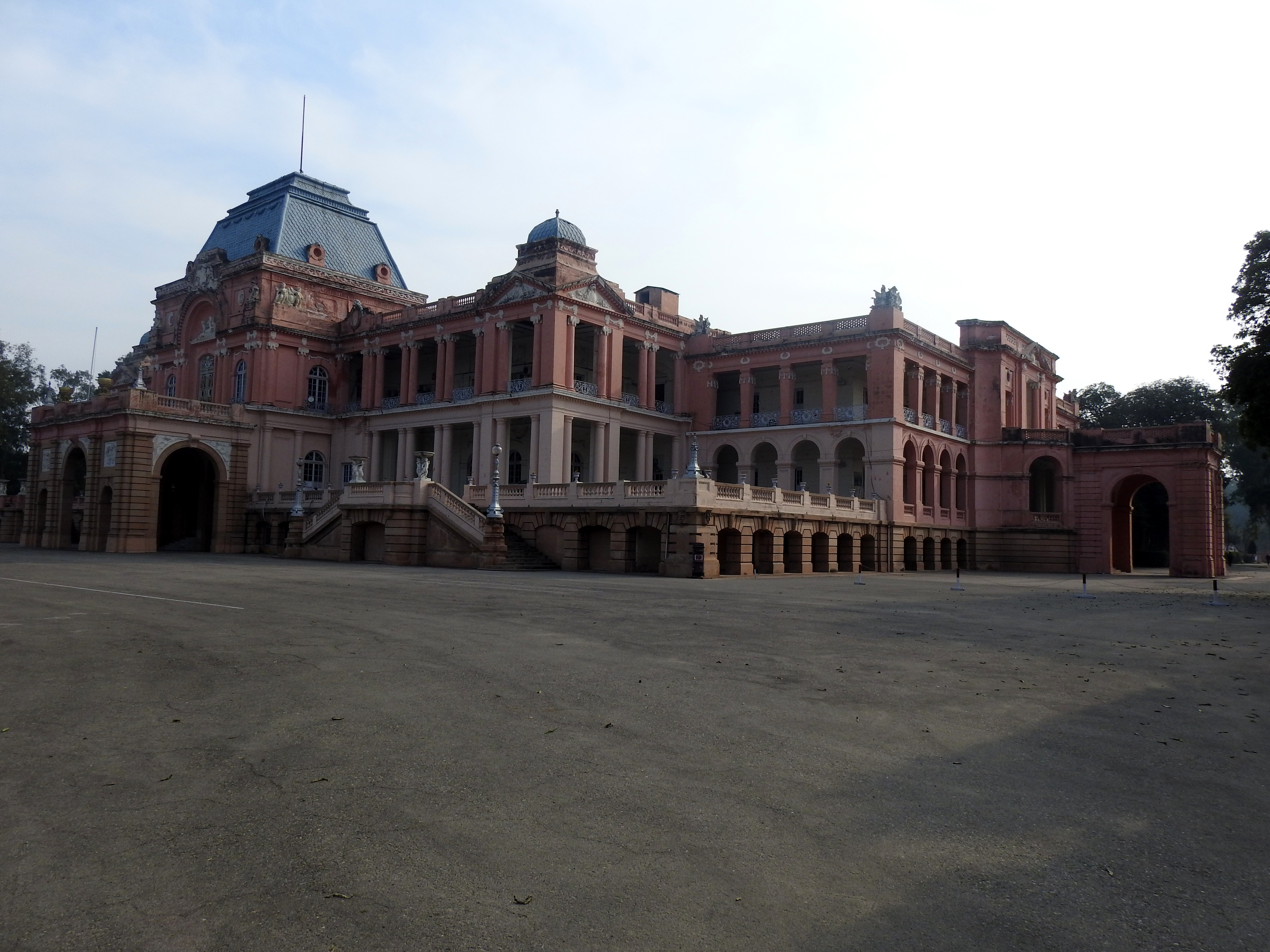
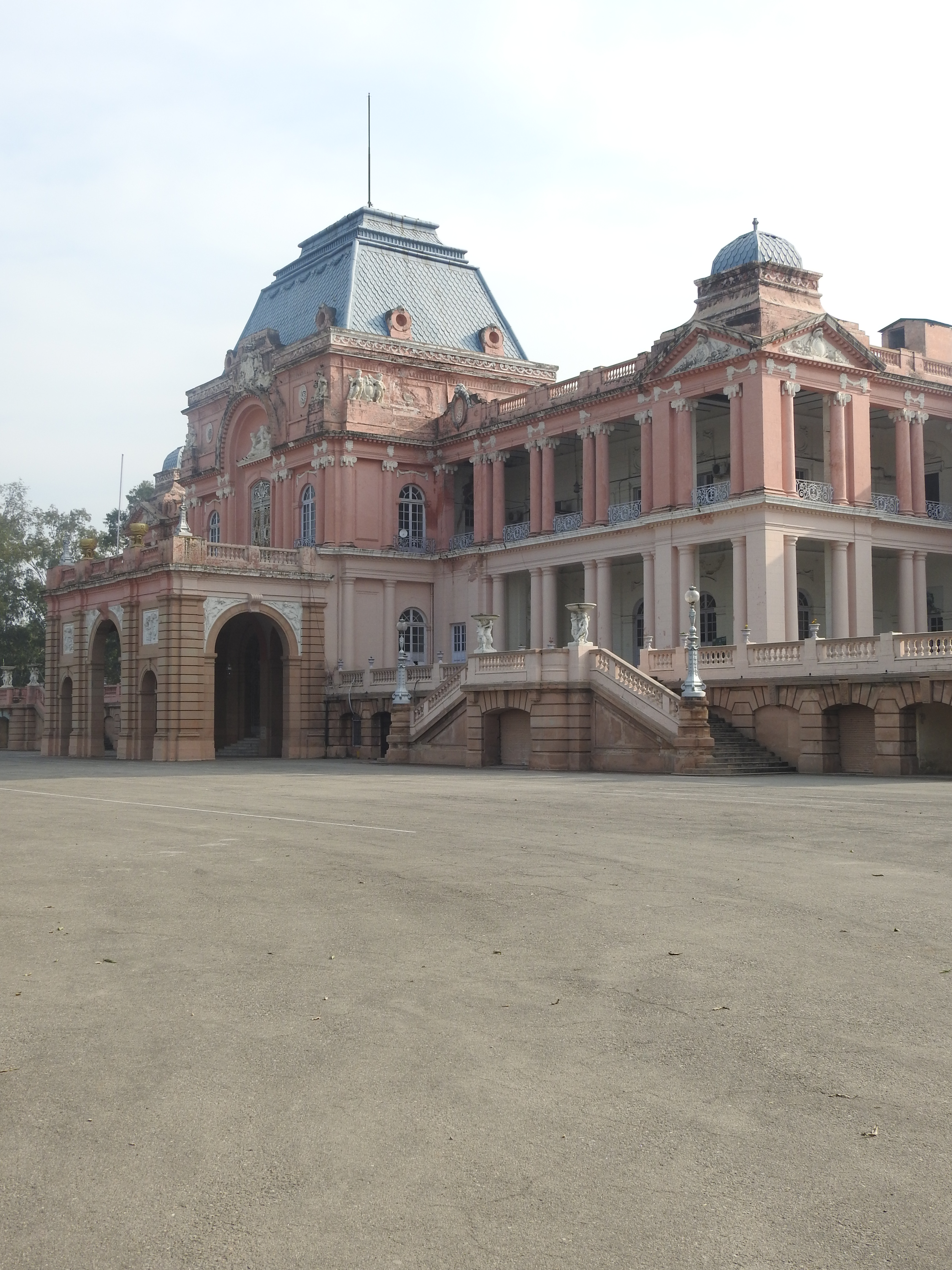
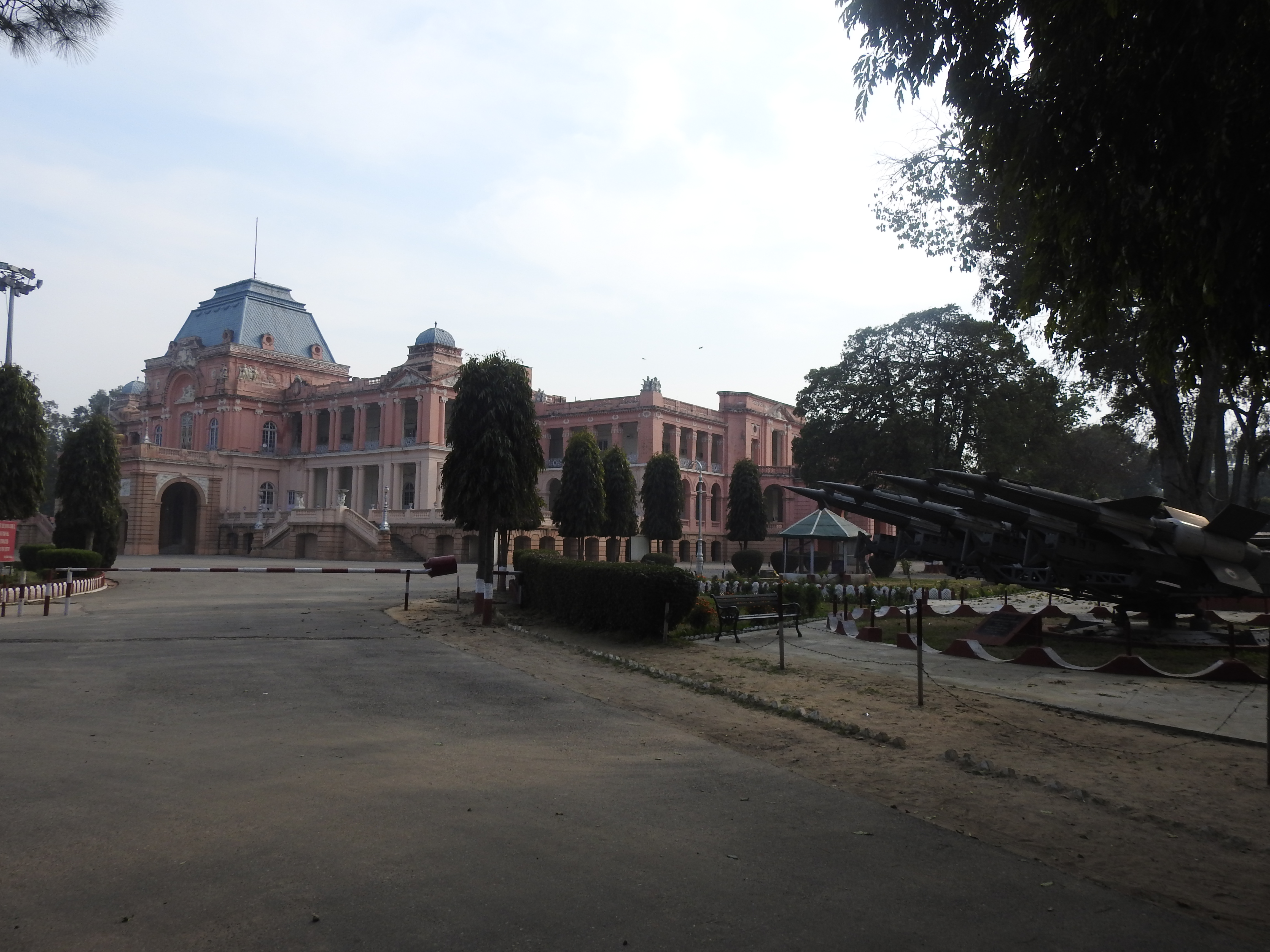
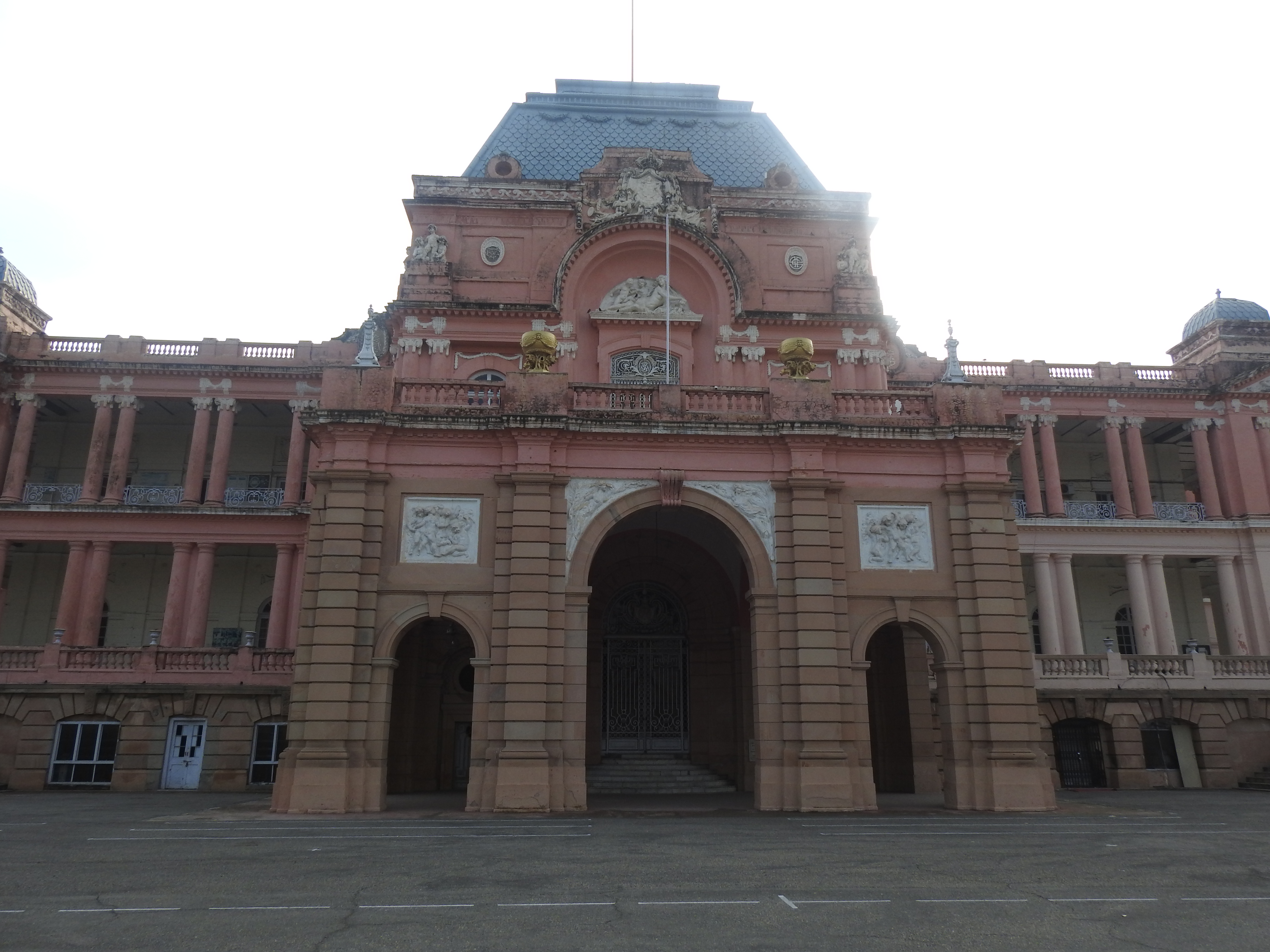
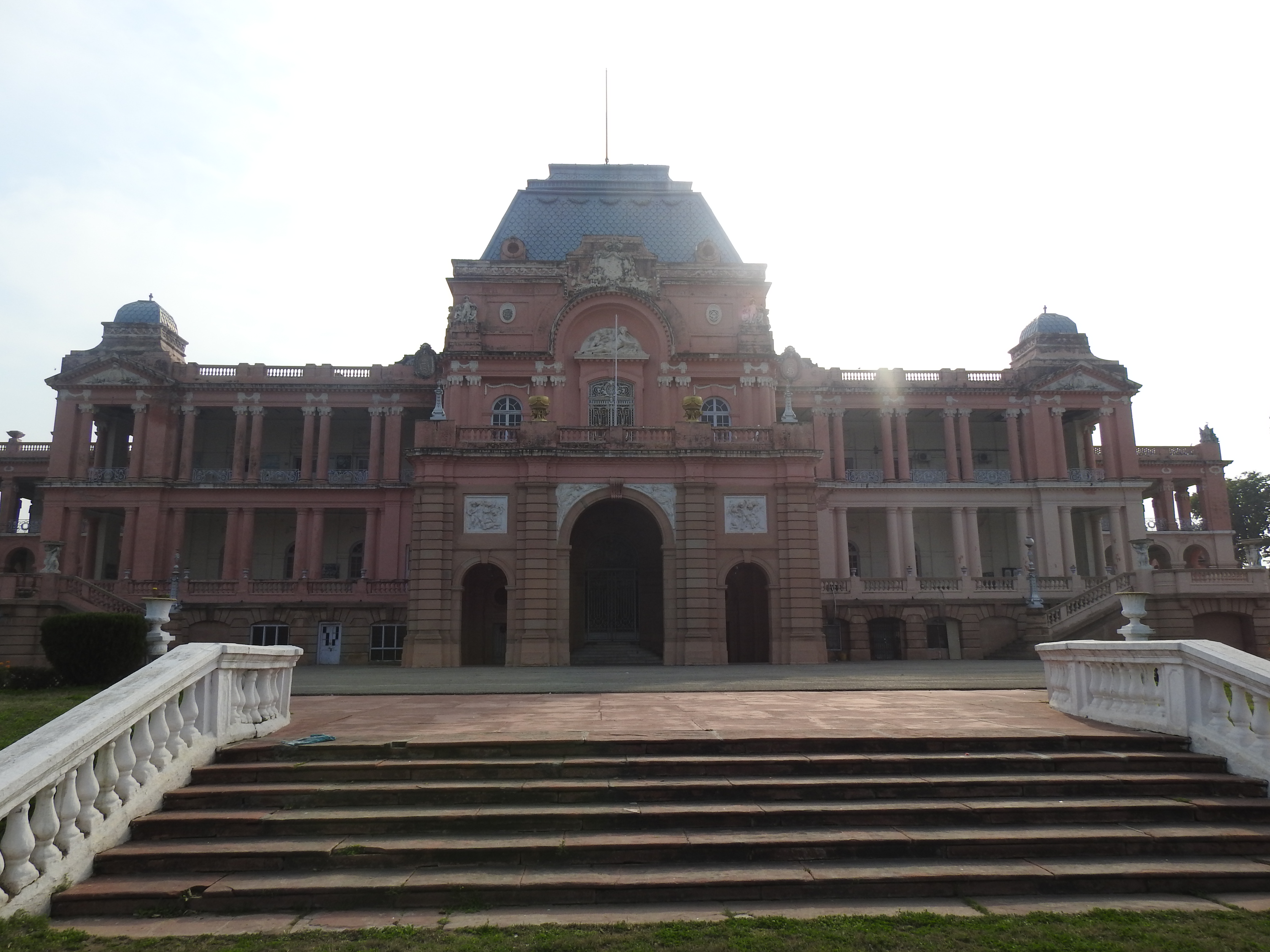
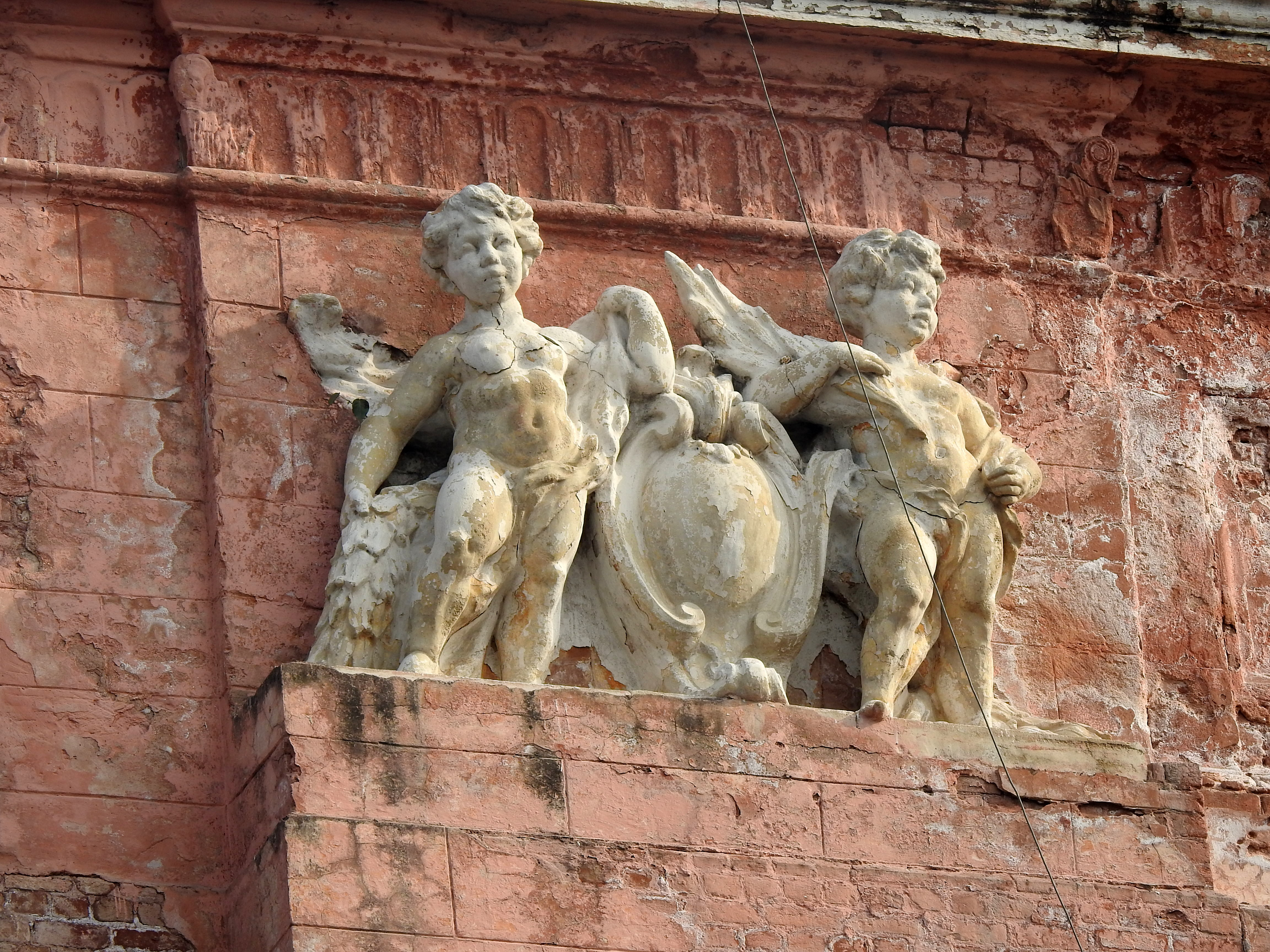

##### Guest house building of Kapurthala

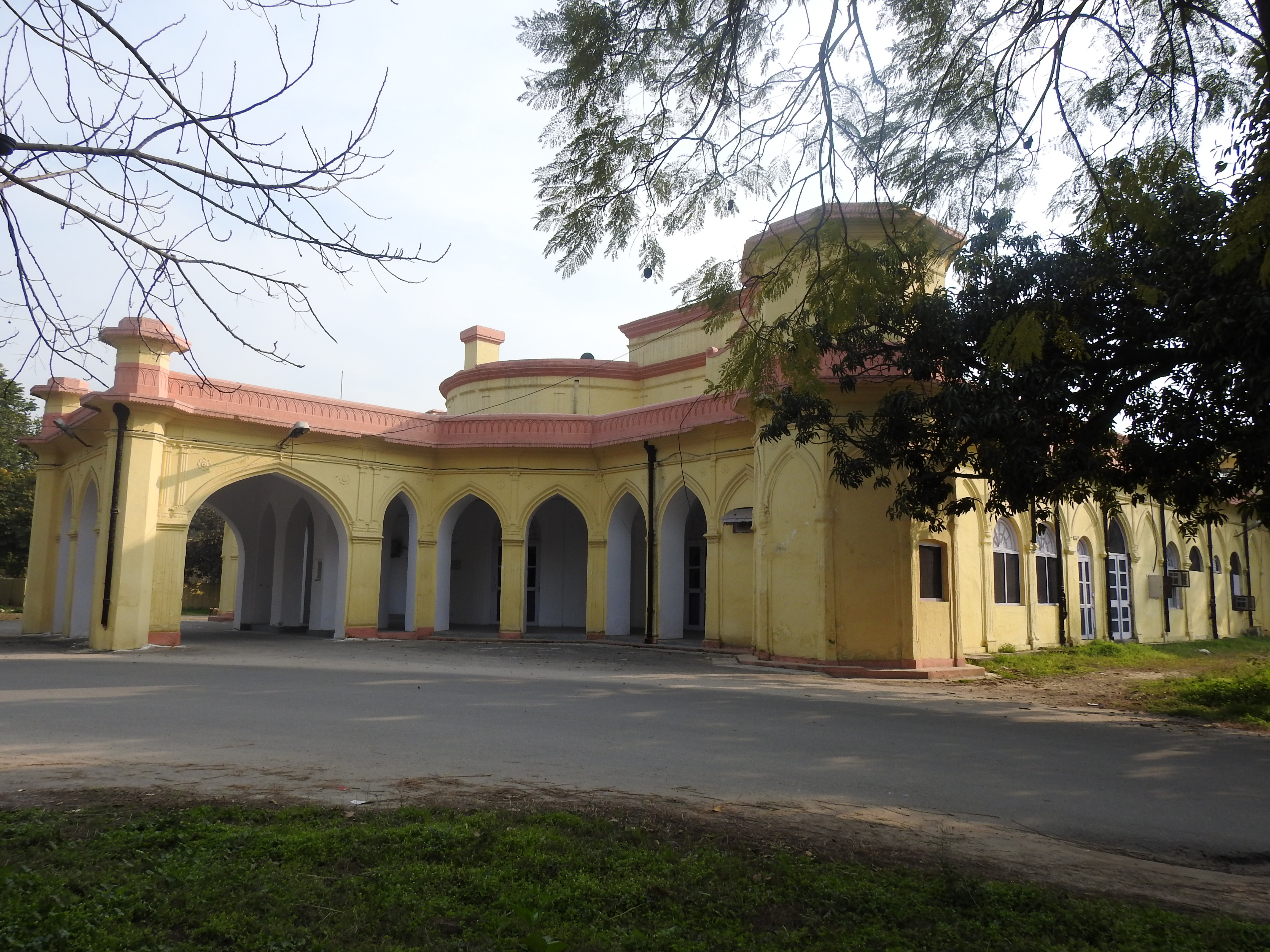
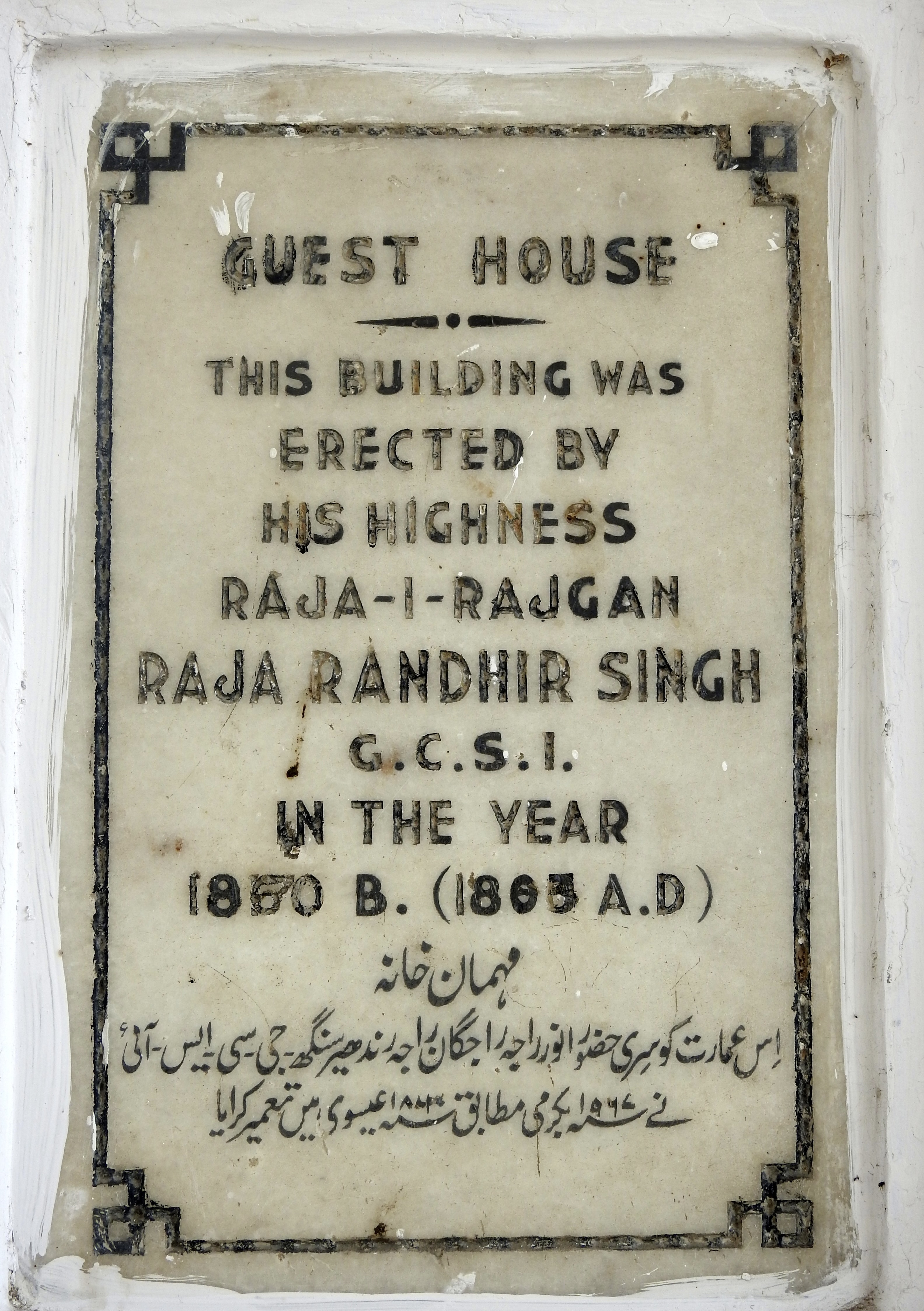

##### NAWAB JASSA SINGH AHLUWALIA GOVERNMENT COLLEGE

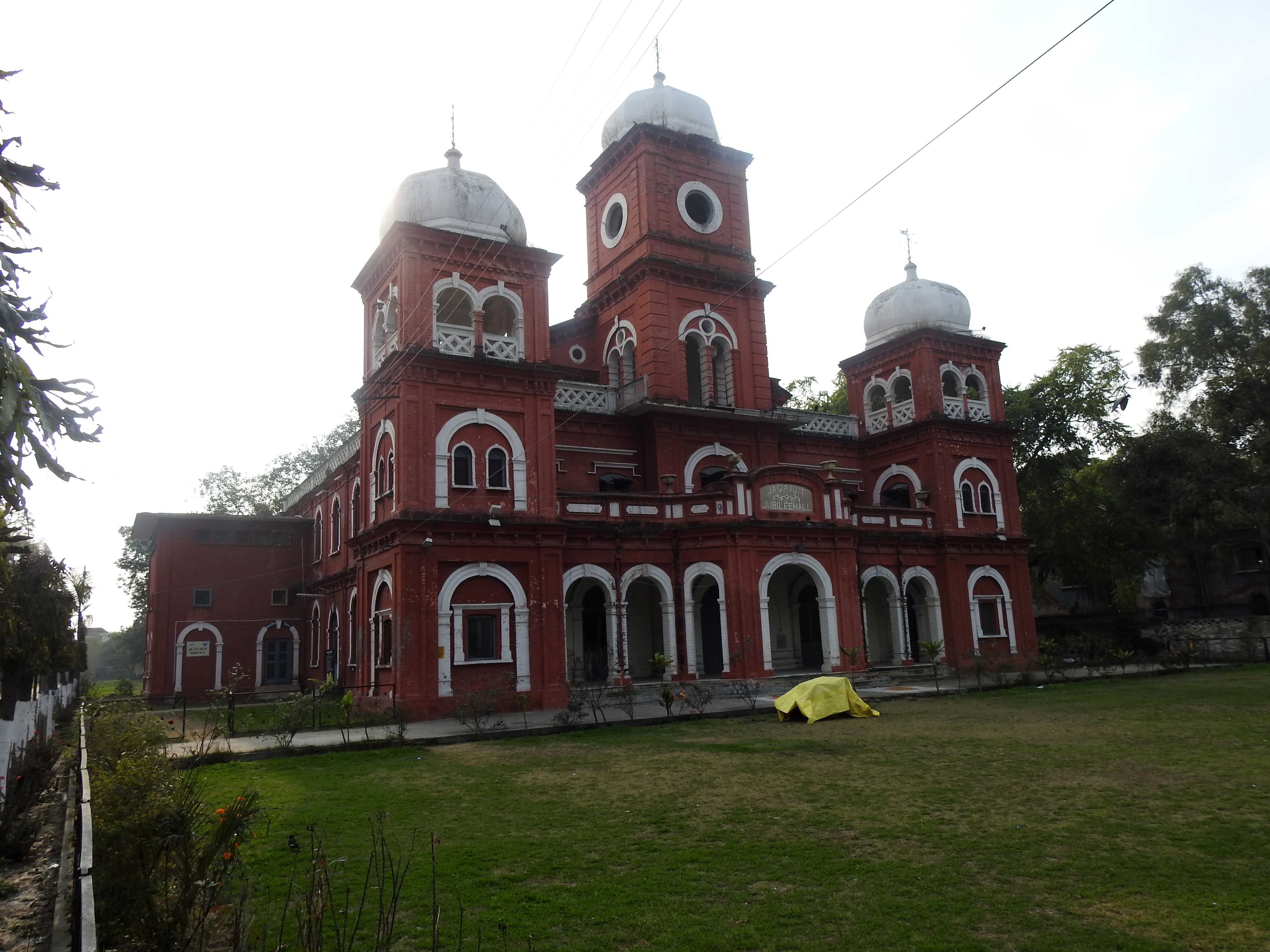
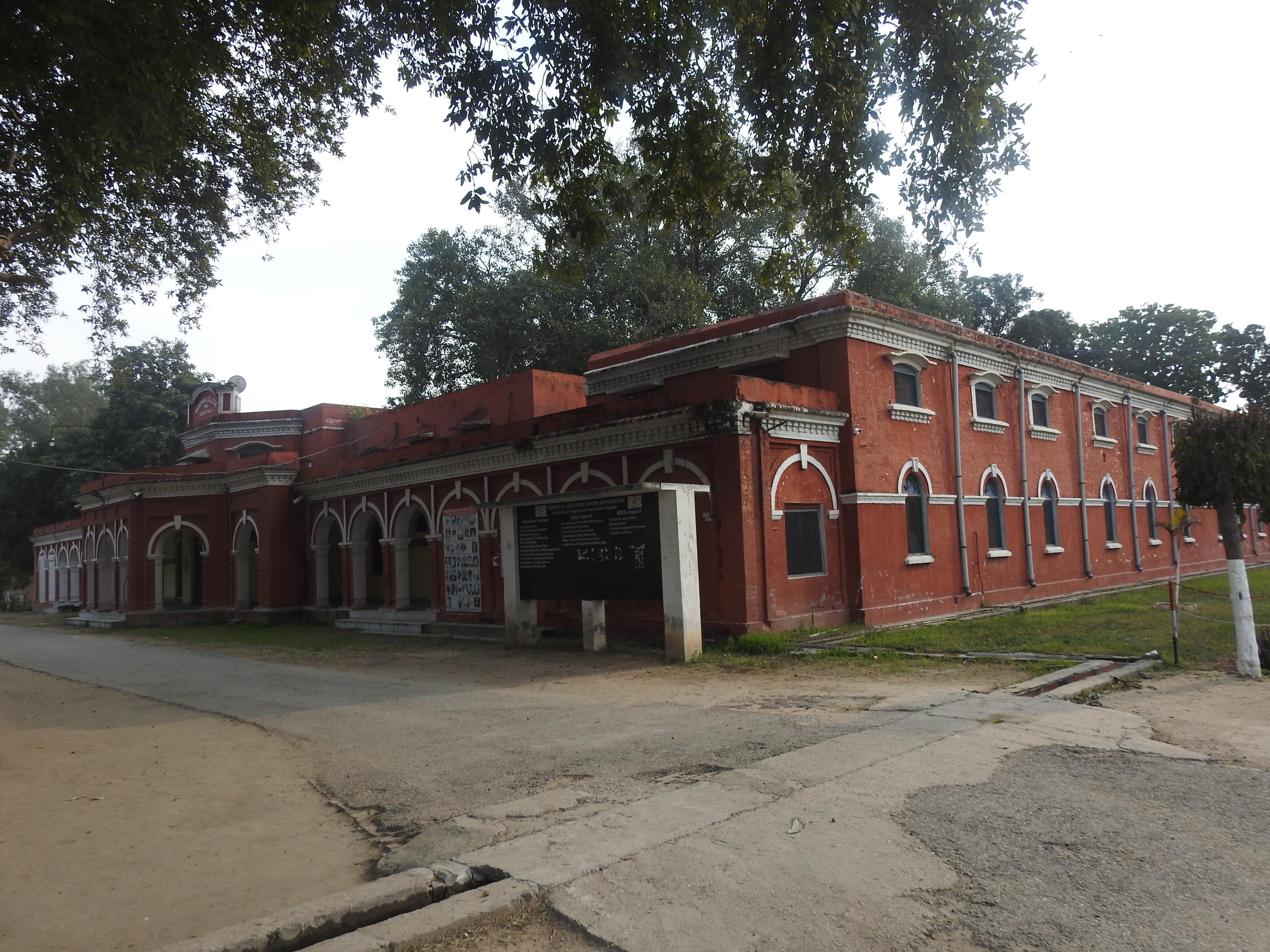

#### Moorish Mosque of Kapurthala

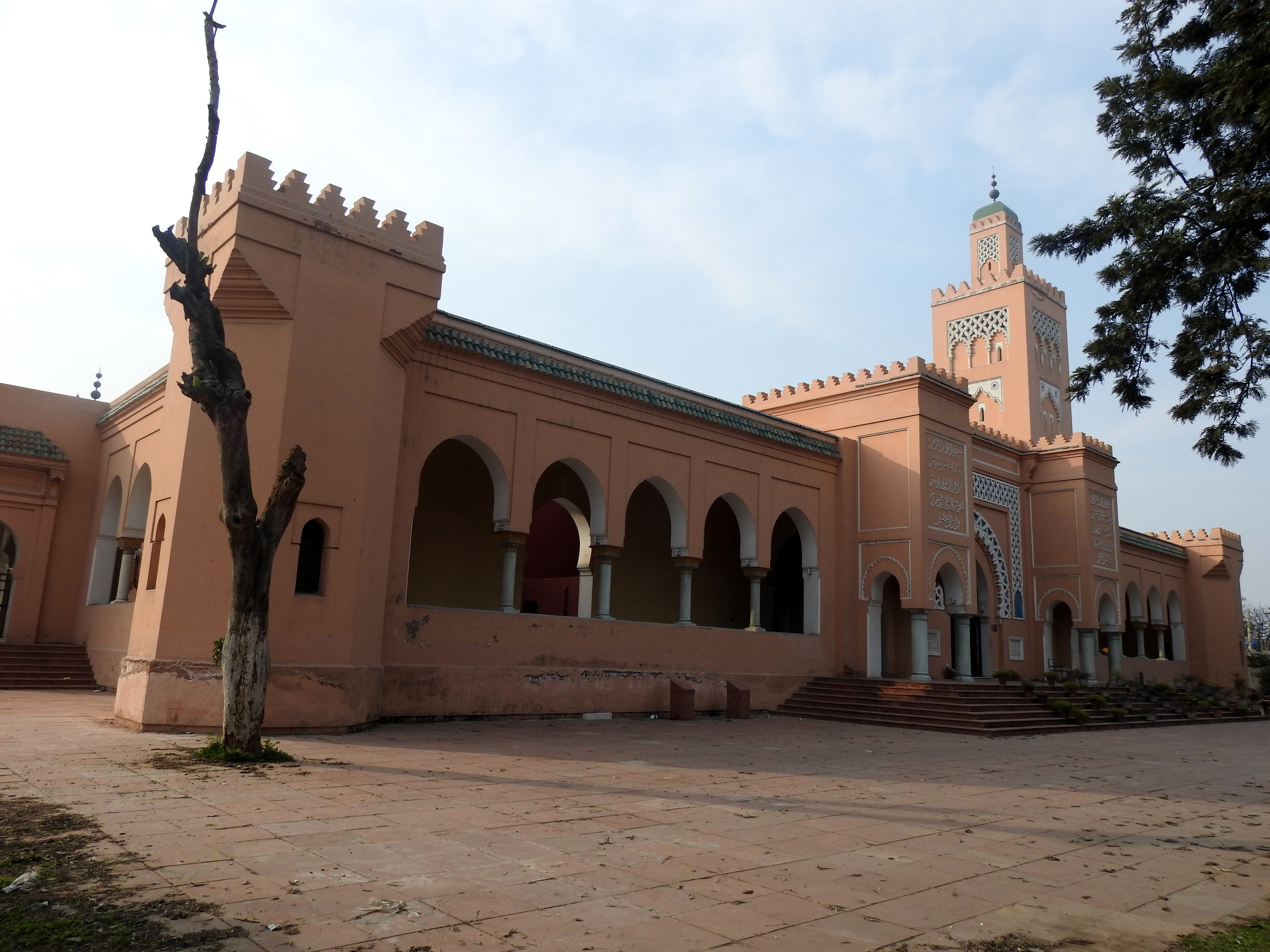
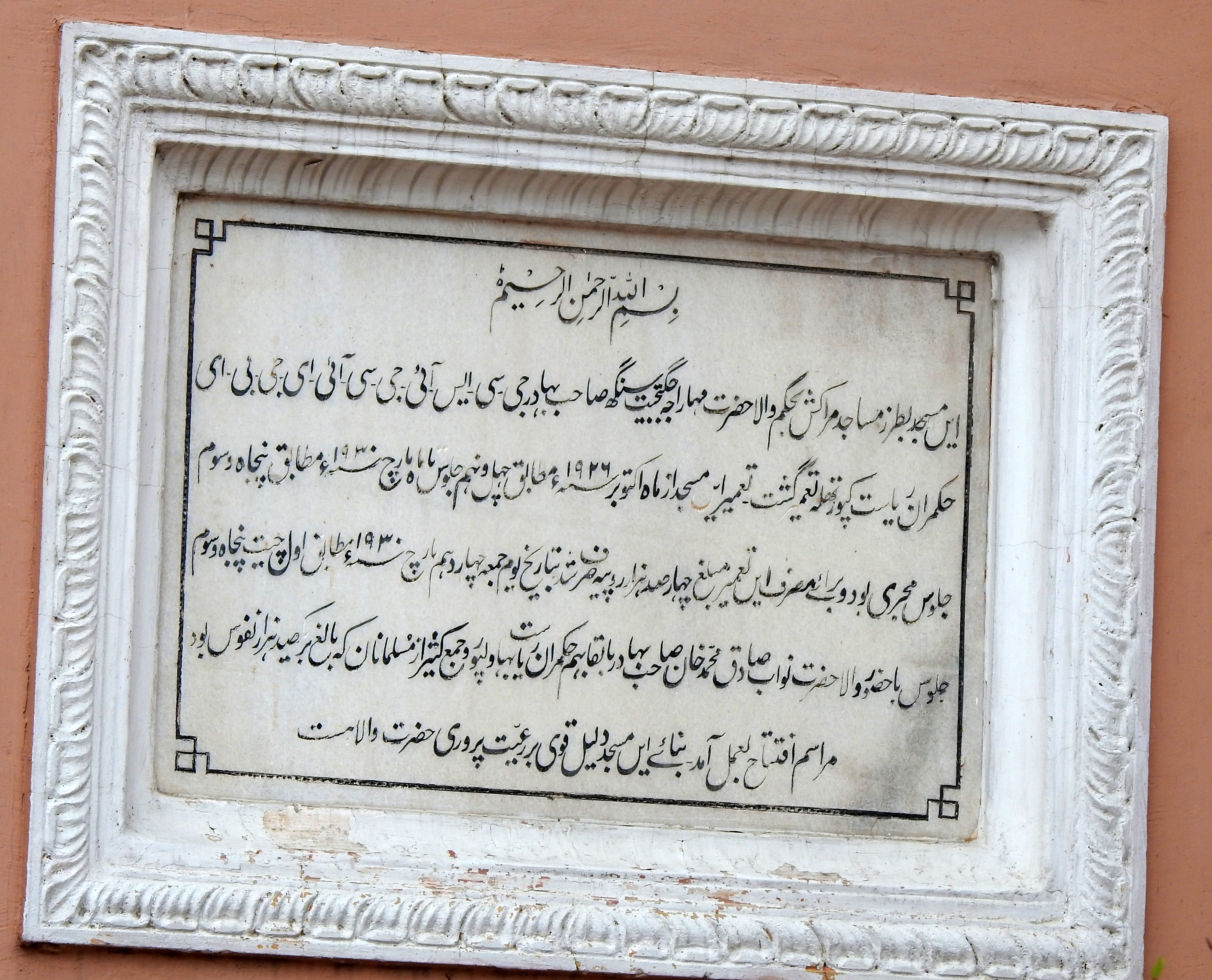
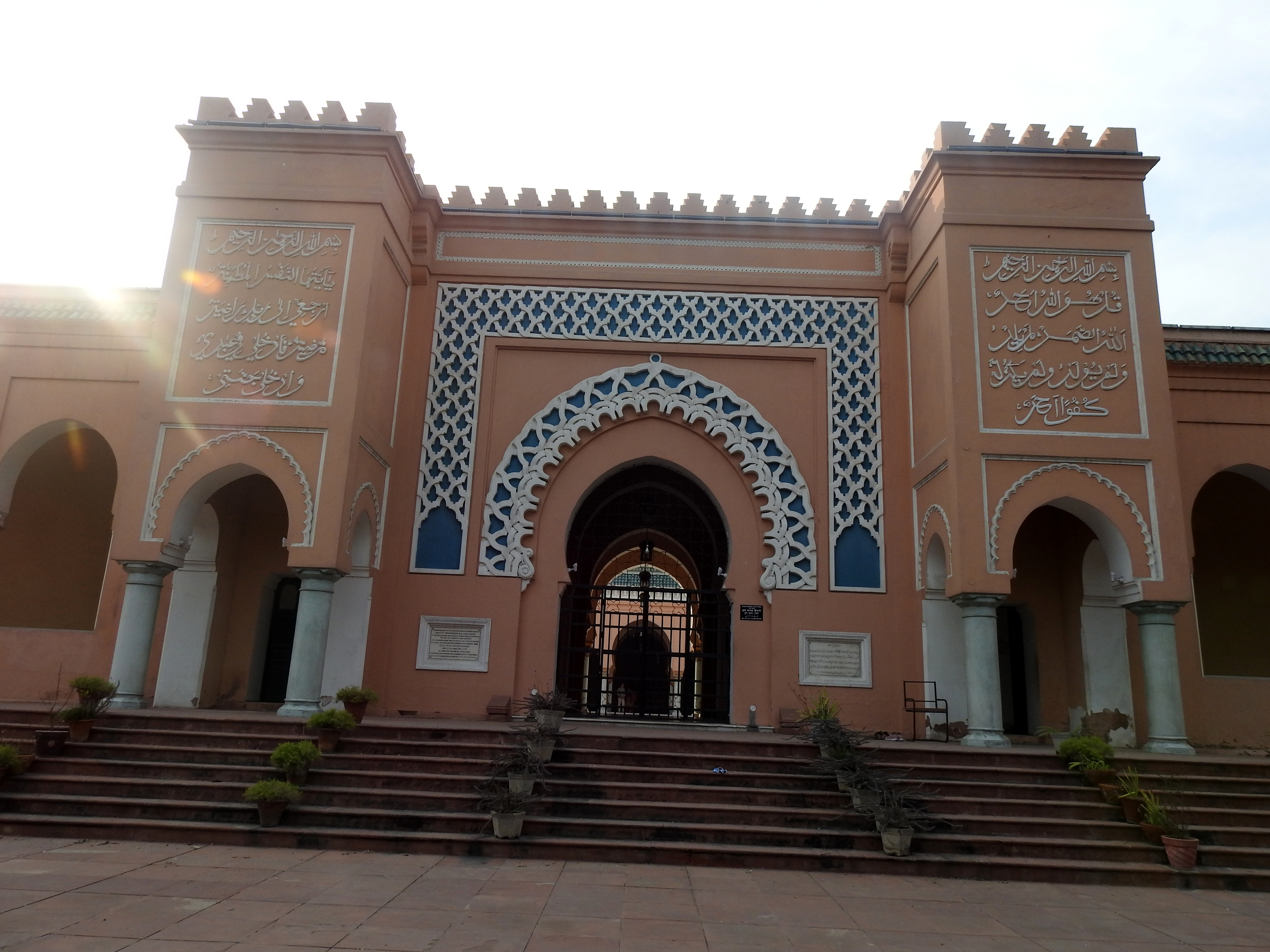
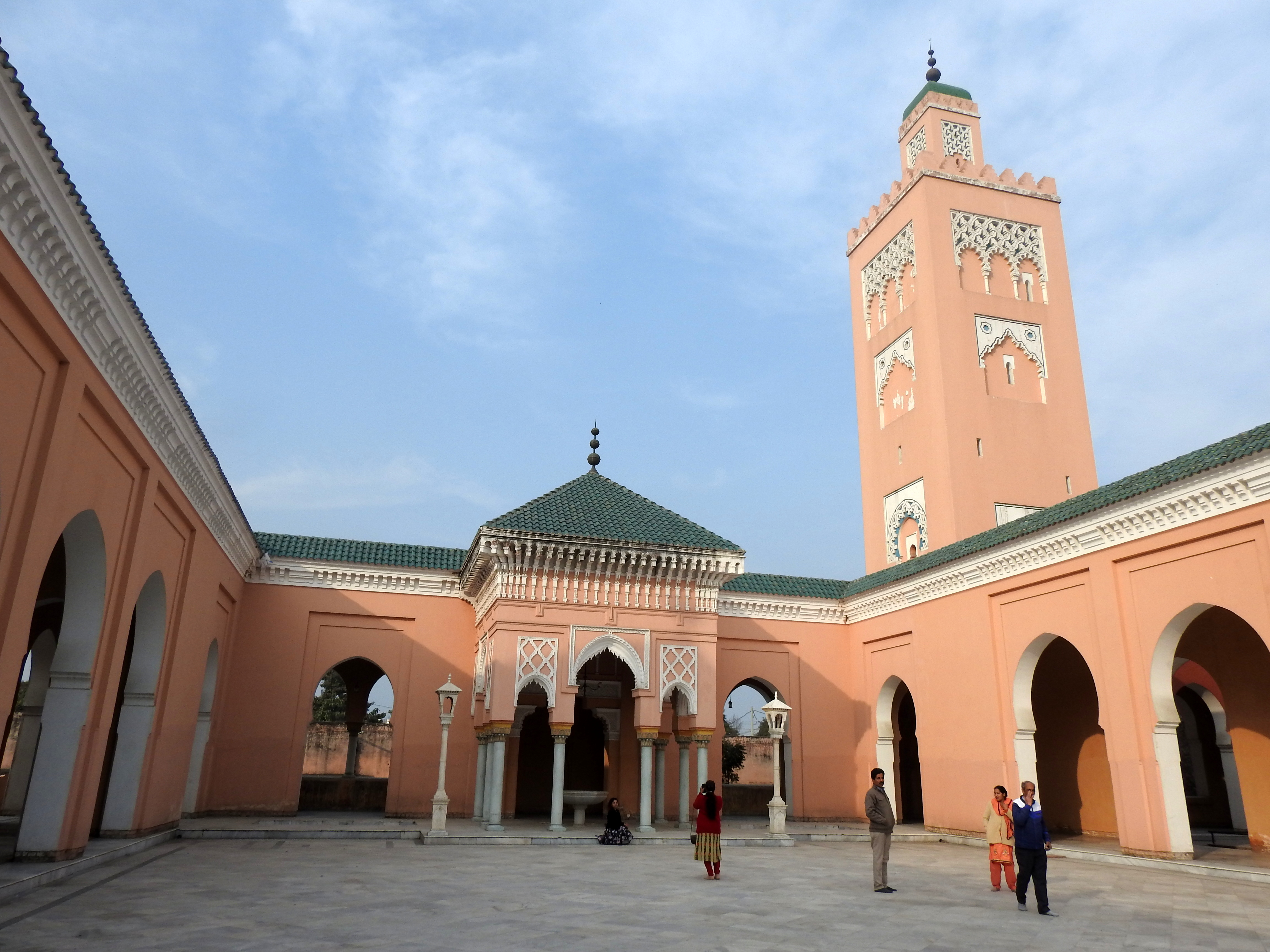
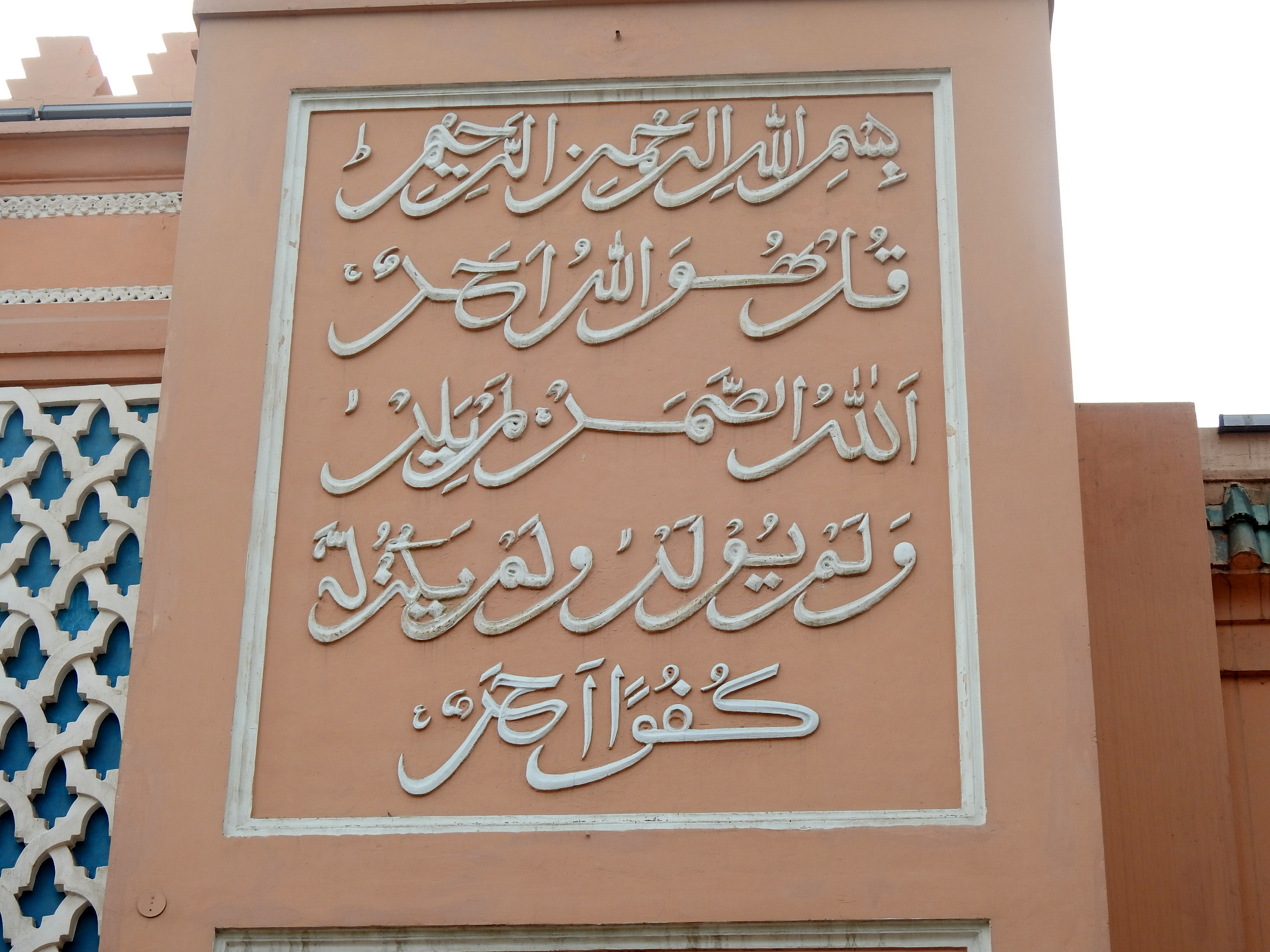
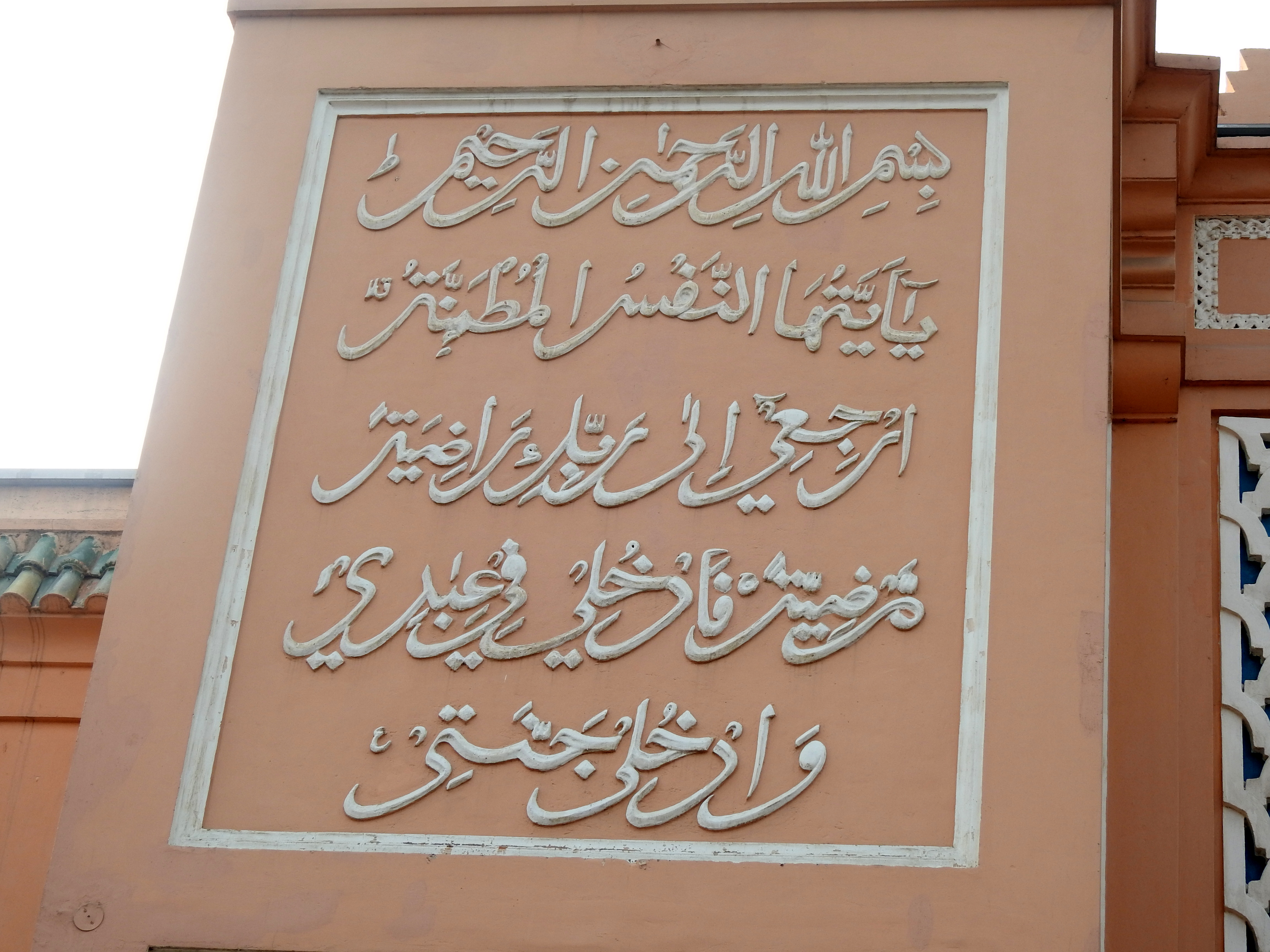